# Geoffrey Heyworth
Geoffrey Heyworth, 1. Baron Heyworth (* 18. Oktober 1894 in Birkenhead; † 15. Juni 1974) war ein britischer Manager. Er war lange Jahre Vorstandsvorsitzender des britischen Unilever-Konzerns.

## Leben und Tätigkeit
Heyworth wurde an der Dollar Academy in Clackmannanshire ausgebildet. Heyworth trat 1912 als Clerk in den Dienst der Firma Lever Brothers. Nach kurzer Tätigkeit in der Buchhaltungsabteilung wechselte er in die kanadische Tochterfirma des Konzerns, für die er – unterbrochen von der Teilnahme am Ersten Weltkrieg mit der kanadischen Armee von 1915 bis 1918 – bis 1924 tätig war. 1924 kehrte er nach Großbritannien zurück, wo er nun bei Lever Brothers in der Abteilung für Exporthandel arbeitete. 1925 übernahm er als Sales Controller die Aufsicht über die Sparte Seifenhandel innerhalb des Unternehmens.
1931 wurde Heyworth einer der Direktoren des Unilever-Konzerns, wobei ihm die Neuordnung der zahlreichen zum Konzern gehörenden Hygienefirmen übertragen wurde. 1941 folgte Heyworth D’Arcy Cooper als Vorsitzender von Unilever Limited nach. Auf diesem Posten blieb er, bis er 1960 in den Ruhestand ging.
Von den nationalsozialistischen Polizeiorganen wurde Heyworth Ende der 1930er Jahre als wichtige Zielperson eingestuft: Im Frühjahr 1940 setzte das Reichssicherheitshauptamt in Berlin ihn auf die Sonderfahndungsliste G.B., ein Verzeichnis von Personen, die im Falle einer erfolgreichen deutschen Invasion Großbritanniens durch die Sonderkommandos der SS-Einsatzgruppen mit besonderer Priorität ausfindig gemacht und verhaftet werden sollten.
Neben seiner Tätigkeit für Lever Brothers/Unilever bekleidete Heyworth zahlreiche Ehrenämter: So war er zeitweise Mitglied des Aufsichtsrates der britischen Kohlenindustrie (National Coal Board) und von 1959 bis 1950 Präsident der Royal Statistical Society.
1955 wurde Heyworth als Baron Heyworth of Oxton in the County Palatine of Chester in den erblichen Adelsstand erhoben. Zudem wurde er zum Ehrenmitglied (Honorary Fellow) des Nuffield College der Universität Oxford ernannt.
Heyworth war seit 1924 mit Lois Dunlop verheiratet.